# علي بيلي
علي بيلي (بالأذرية: Alıbəyli) هي قرية ومركز البلدية لمقاطعة آقدام في أذربيجان. وويبلغ عدد سكانها 3366.  تتكون من عدة قرى.